# Родик, Константин Константинович
Константи́н Константинович Ро́дик (родился 14 января 1955 года в г. Душанбе, ТаджССР) — украинский литературный критик и журналист.

## Биография
1973—1978 годы — учёба в Днепропетровском государственном университете, специальность «Русский язык и литература». 1979—1986 годы работал в районной газете, с 1989 г. — корреспондент «Комсомольского знамени», автор и редактор книжных изданий. Был главным редактором еженедельника «Друг читача» (с 1992 г.) и в то же время (с 1993 г.) — главным редактором журнала «Книжник-ревю», с 1993 до 1999 года вел литературно-обзорные рубрики в ряде украинских и российских периодических изданий, а также радио- и телевизионные программы, посвящённые литературе. Автор и ведущий телепрограммы «Филобиблон» и телерубрики «Библиоман» в программе «Телемания» (канал «1+1»). В 1994—1996 годах — советник министра Украины по делам прессы и информации, в 1996—1999 годах — руководитель отдела политической аналитики и прогностики аппарата Кабинета Министров Украины, начальник управления связей с партиями и общественными организациями Кабинета Министров Украины.
Лауреат премии им. В. Стуса (2000). Лауреат рейтинга «Золотая фортуна» (2001). Лучший книжный журналист Форума издателей во Львове (2001, 2003). Почетная награда НСПУ (2005).
Автор многочисленных аналитико-проблемных публикаций на книжную тематику (около 1000). Автор книги «Невивчені уроки Ситіна або Гоголізація триває» (2000), распорядитель миниенциклопедий книжного года «Український best» (2000, 2001, 2002, 2003, 2004, 2005).
Руководитель рейтинговой акции «Книга года».
Живёт и работает в Киеве.